# 雙七六八體
雙七六八體（越南语：／）是越南傳統詩歌形式，是在六八體的基礎上產生出來。其格式和格律要求是“平仄仄平平仄仄，平平平仄仄平平。平平仄仄平平，平平仄仄平平仄平”。結構相較普通六八體更為複雜，變化較多，更適合表達細膩的思想感情，因而形成了表現人物內心世界的“吟曲”類詩歌。
六八體代表詩作如鄧陳琨的《征婦吟曲》和阮嘉韶的《宮怨吟曲》。